# I corpi lasciati indietro
I corpi lasciati indietro è un romanzo scritto da Jeffery Deaver. Il libro è un cosiddetto "stand-alone".

## Trama
Lago Mondac, Wisconsin. Una strana telefonata arriva al distretto di polizia nel cuore della notte. Proviene dall'isolata villa dei Feldman, sul limitare del bosco. L'agente Brynn McKenzie, giunta sul posto per un controllo, si trova davanti a una scena agghiacciante: Emma e Steven Feldman giacciono senza vita sul pavimento. E in casa c'è ancora qualcuno. Due uomini, forse gli assassini, accerchiano e minacciano Brynn, a cui non resta che fuggire nel fitto della foresta. Ma nell'oscurità dei boschi sta scappando anche qualcun altro: la misteriosa Michelle, amica dei Feldman, unica testimone di quanto è accaduto alla villa. La fuga delle due donne si trasforma per Brynn in una sottile indagine nel passato di Michelle. Chi è la vera preda, chi il cacciatore?

## Edizioni
- Jeffery Deaver, I corpi lasciati indietro, Rizzoli, 2010, ISBN 978-88-17-04138-6.